# Водоотводный канал

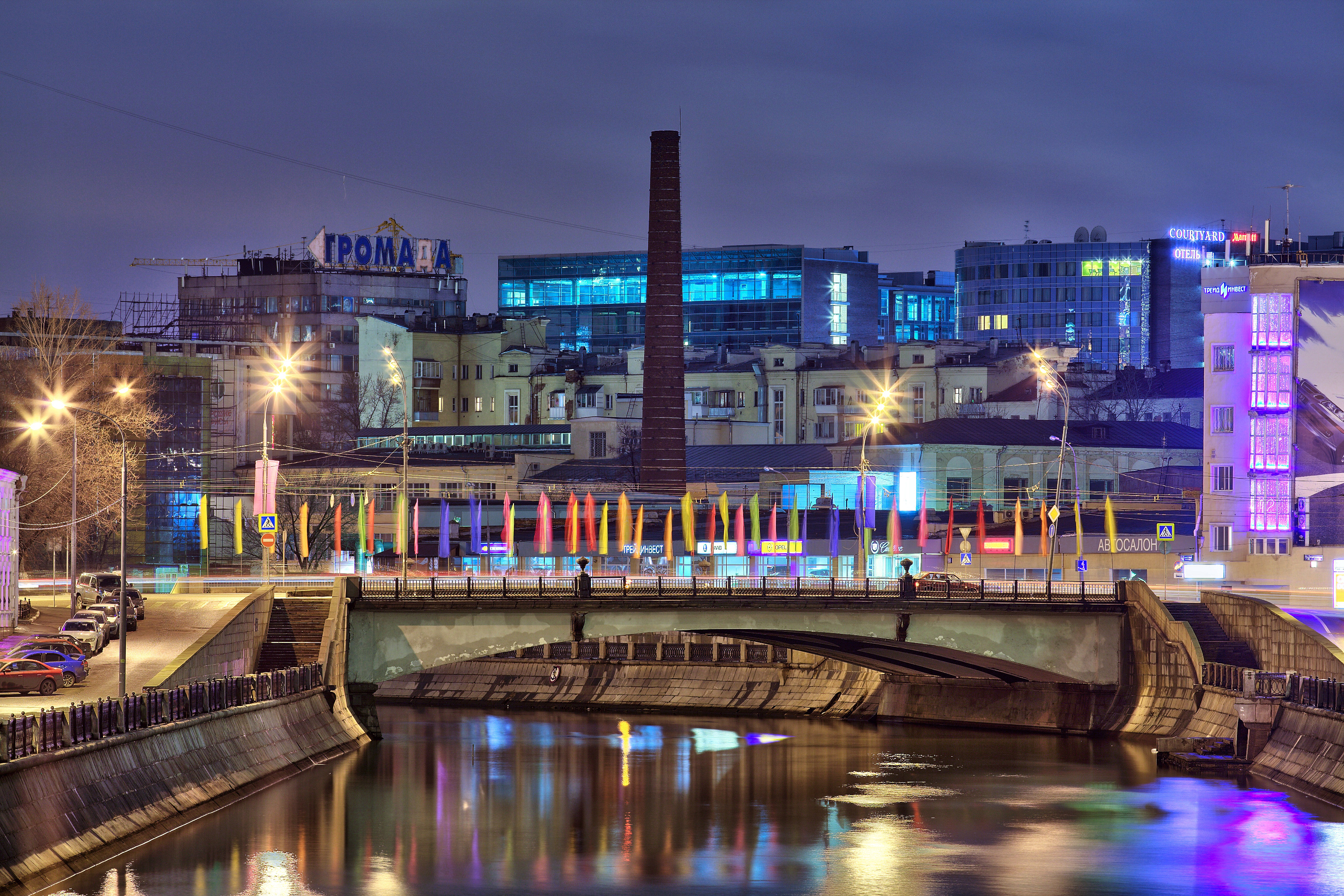
Малый Краснохолмский мост через Водоотводный канал

Водоотво́дный кана́л (ранее также Обводно́й кана́л) проложен в 1783—1786 годах вдоль центральной излучины Москвы-реки вблизи Кремля. Между Водоотводным каналом и Москва-рекою находится остров.
Длина канала — 4 км, ширина — от 30 до 50 м, глубина — около 2 м. Через канал переброшено 12 мостов, в том числе 6 пешеходных. Русло канала было проложено по заболоченной низине, старице Москвы-реки на месте бывшего Болота. При прокладке канала болото было осушено. Отходит от реки выше Большого Каменного моста, около памятника Петру I, и впадает в районе Шлюзовой набережной.

## История

### XVIII век
Впервые план устройства канала был представлен в «Прожектированном плане» 1775, составленном П. Н. Кожиным и Н. Н. Леграном. Помимо прокладки канала по старице Москвы-реки, предполагалось прорезать два канала в низменных поймах Остоженки и Якиманки для защиты этих районов от наводнений. На востоке предполагалось затопить низменности в районе нынешних Озерковской набережной и Краснохолмских мостов, а на острове — устроить зерновой порт и укреплённый складской комплекс.

План этот в существенной части был реализован в 1780-е годы, когда понадобилось отвести русло реки для восстановления опор Всехсвятского Каменного моста, пострадавших во время половодья в апреле 1783 года. По поводу этого происшествия Московский главнокомандующий граф Чернышёв сообщал Екатерине II: 
«Обвалились три арки моста и бывшие на них 11 лавок каменных с разными мебелями купца Епанишникова, суммой на 1100 руб. Упал один стоявший в это время на мосту и убит, а развалинами задавлены бывший под мостом рыбак и две бабы, у берега для мытья платья находившиеся».

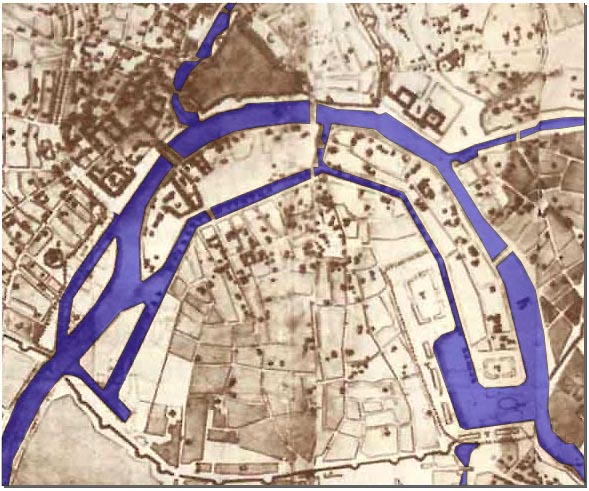
1775, проект
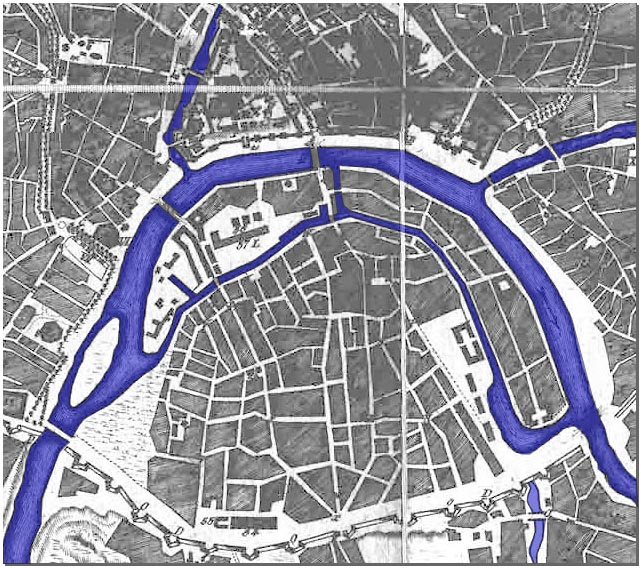
1807, факт
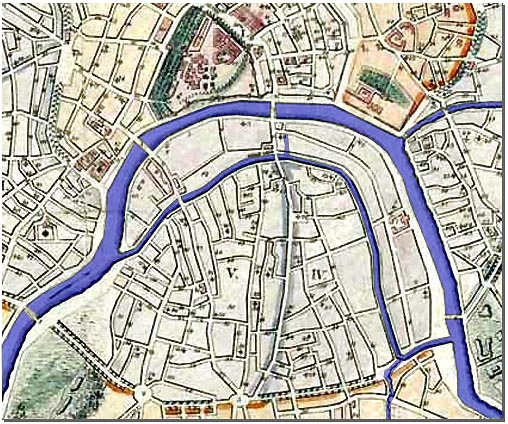
1824, проект
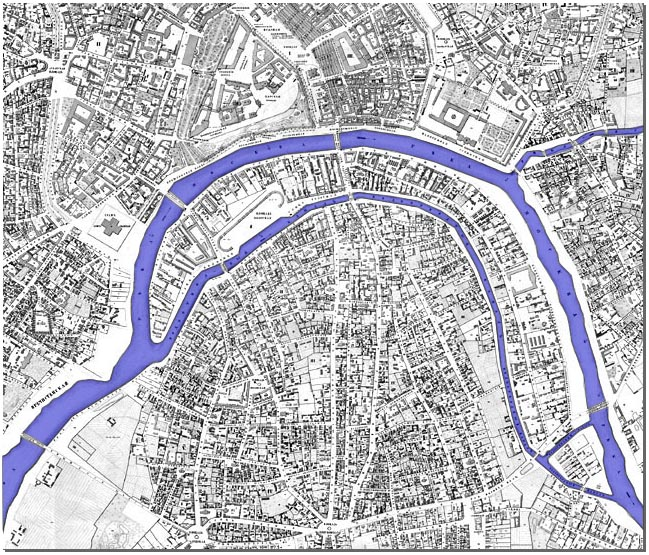
1853, факт

Зерновой порт так и не был построен; укрепленный военно-складской замок, Новый Кригскомиссариат, был выстроен по проекту Леграна выше по течению (д. 24, Космодамианская набережная). Восточнее Балчуга остров пересекал поперечный канал на месте старых «ендов», через него был переброшен деревянный Модельный мост. Красные Холмы не были отрезаны каналом от Замоскворечья, однако сохранялась старица Москвы-реки к югу от Земляного Вала (параллельно Кожевнической улице). На западе русло реки было расширено, образовав островок-косу между современными Бутиковским переулком и Пречистенской набережной.

### XIX век
Позднее во время половодий канал отводил часть избыточной воды. С постройкой Бабьегородской плотины канал стал судоходным, но только на четыре месяца в году, обычно с 1 июня, пока разборная Бабьегородская плотина находилась в собранном положении. В месте впадения канала в основное русло одновременно с Бабьегородской была построена Краснохолмская плотина со шлюзом около Шлюзовой набережной. Для спрямления судоходного канала было проложено второе русло вдоль современной Шлюзовой набережной. Красные Холмы превратились в треугольный островок, связанный с Замоскворечьем и основным островом несколькими деревянными мостами. Вдоль канала, в Голутвинской слободе, в Садовниках и Кожевниках обосновались текстильные фабрики и механические мастерские.
Коса между Берсеневкой и Остоженкой была вновь объединена с большой землёй и вскоре застроена; поперечный канал у Балчуга был ликвидирован только в 1870-е годы.

### XX век

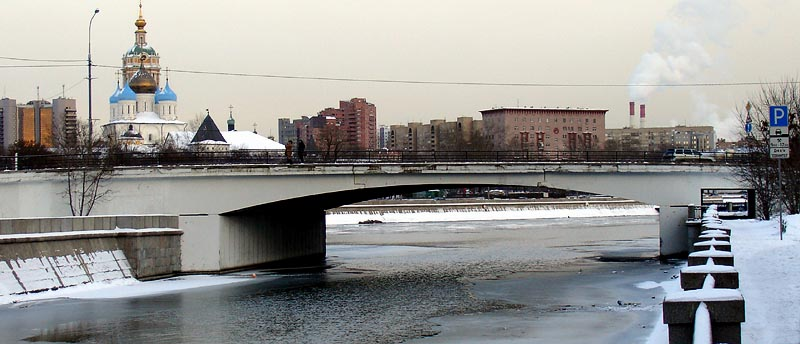
До постройки в 1965 Шлюзового моста автотранспорт в сторону Дербенёвской набережной объезжал канал по Кожевнической улице

После реконструкции московского гидроузла и строительства Перервинской плотины Бабьегородская и Краснохолмская плотины и шлюз были разобраны, и канал утратил своё водоотводное и судоходное значение в связи с тем, что сток стал регулироваться Карамышевским и Перервинским плотинами, обеспечившими и необходимый уровень воды в основном русле для судоходства.
В 1930-е годы были заменены все ранее существовавшие автомобильные мосты через канал. После строительства Краснохолмских мостов старое русло канала вдоль Садового кольца было засыпано. Кроме того, были построены Шлюзовой мост (1965) и пешеходные Садовнический мост (1963), Второй Шлюзовой мост (1997) и Лужков мост (1994).
В 1995 году в акватории канала появились первые в Москве плавающие фонтаны. Тогда это были собранные работниками Гормоста понтоны с установленными на них насосами ГНОМ-100. Всего фонтанов было четыре.

### XXI век

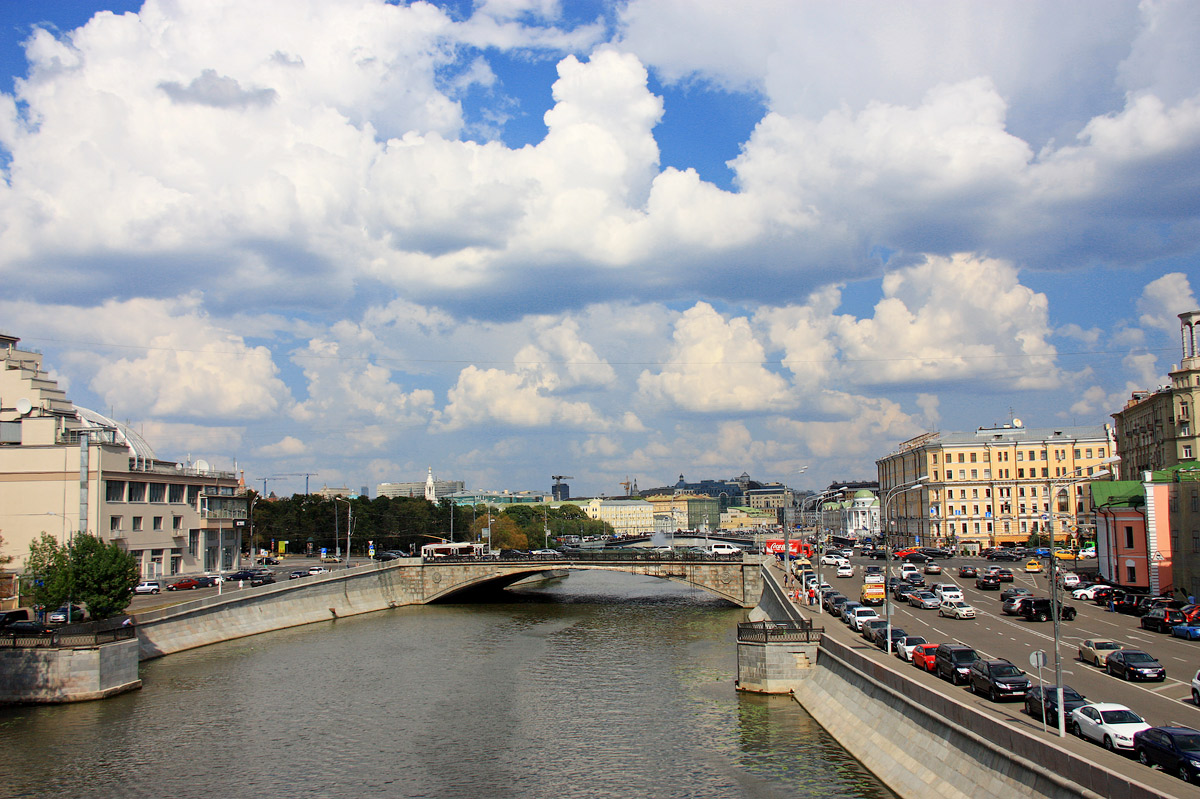
Водоотводный канал. Вид на Малый Каменный и Лужков мосты

В настоящее время берега канала укреплены бетонными стенками, облицованы гранитными плитами. В русле канала установлены фонтаны.
В 2004 году появился новый пешеходный мост через канал (как и через всю Москву-реку) — Патриарший мост. Недалеко от него в 2023 году начато строительство ещё одного пешеходного моста, который был достроен 11 июля 2024 года и соединил набережную со стрелкой Острова рядом с памятником Петру I.
В навигацию 2008 года по каналу началось движение экскурсионных судов: пассажирских мотоботов и специально построенного для эксплуатации на канале теплохода «Столица-1».